# Spy Kids
Spy Kids és una pel·lícula estatunidenca dirigida per Robert Rodriguez estrenada l'any 2001. Ha estat doblada al català.

## Argument
Ingrid i Gregorio Cortez són dos exagents secrets reputats que han abandonat l'ofici per a la cosa més estimada: els seus fills Carmen i Juni Cortez. Ignorant el passat dels seus pares i pensant que no poden comprendre la nova cultura dels joves, Carmen fa campana i Juni s'inventa amics imaginaris agafats de l'univers de la sèrie de televisió Floop i les seves Fooglies per fugir de la seva dura vida: rebutjat per la seva germana i maltractat per un noi de la seva classe.
A la sèrie Floop, les Fooglies són espècies de personatges en pasta a modelar. No obstant això, el passat dels seus pares va ràpidament remuntar fins a les seves orelles quan els dos agents han reprès del servei després que diversos agents del OSS han desaparegut. Els nens han projectat al món dels espies per salvar els seus pares, és també per a Juni l'ocasió de trobar el gran Floop així com els seus Fooglies.

## Repartiment
- Antonio Banderas: Gregorio Cortez
- Carla Gugino: Ingrid Cortez
- Alexa Vega: Carmen Cortez
- Daryl Sabara: Juni Cortez
- Alan Cumming: Fegan Floop
- Tony Shalhoub: Alexander Minion
- Teri Hatcher: Srta. Gradenko
- Cheech Marin: Felix Gumm
- Robert Patrick: M. Lisp
- Danny Trejo: Isidoro « Machete » Cortez
- Richard Linklater: Cool Spy
- George Clooney: Devlin
- Mike Judge: Donnagon/Donnamight

## Producció

### Gènesi del projecte
Després dels films d'acció o de terror, Robert Rodriguez volia canviar de registre i fer un film per a nens:
| «                  | Abans d'El Mariachi, el meu primer llargmetratge, la majoria dels meus curts, comèdies familiars, i és un gènere al que tenia ganes de tornar. Somiava un film fresc, boig, que inflami la imaginació dels més joves i que diverteixi els grans, i que puguin veure tots junts. He fet el film que somiava anar a veure! | » |
| — Robert Rodriguez | |   |

### Càsting
Robert Rodriguez retroba aquí molts actors i actrius amb els quals ha ja treballat abans:
- Antonio Banderas: Desperado (1995), Four Rooms (1995)
- Robert Patrick: The Faculty (1998)
- Cheech Marin: Desperado (1995), Obert fins a la matinada (1996)
- Danny Trejo: Desperado (1995), Obert fins a la matinada (1996)
- George Clooney: Obert fins a la matinada (1996)

### Rodatge
Com la majoria dels films de Rodriguez, Spy Kids ha estat rodat a Texas a Austin, a San Antonio i a Dallas. El film ha igualment estat rodat a Xile (Desert d'Atacama, Viña del Mar i Santiago) i a les Bahames.
Aquest film és l'últim que Rodriguez gira amb pel·lícula. Després, rodarà exclusivament en digital.

### Rebuda
Ha igualment rebut una acollida critica molt favorable, amb un 93 % d'opinions positives a Rotten Tomatoes.

## Banda original

### Llista dels títols
1. Cortez Family (Gavin Greenaway, Heitor Teixeira Pereira, Harry Gregson-Williams) – 1:39
2. My Parents Are Spies (Danny Elfman) – 2:09
3. Spy Wedding (Los Lobos, Robert Rodriguez) – 2:11
4. Spy Kids Demonstration (John Debney, Robert Rodriguez, Marcel Rodriguez) – 1:06
5. Parents on Mission (John Debney, Danny Elfman, Gavin Greenaway, Heitor Teixeira Pereira) – 1:17
6. Kids Escape House (Gavin Greenaway, Heitor Teixeira Pereira) – 3:14
7. Pod Chase (John Debney, Danny Elfman, Harry Gregson-Williams) – 1:38
8. The Safehouse (John Debney, Danny Elfman) – 0:47
9. The Third Brain (John Debney, Robert Rodriguez, Marcel Rodriguez) – 1:00
10. Buddy Pack Escape (Danny Elfman) – 1:39
11. Oye Como Spy (Davíd Garza, Tito Puente, Robert Rodriguez) – 2:59
12. Floop's Song (Cruel World) (Danny Elfman) – 0:59
13. Spy Go Round (Gavin Greenaway, Heitor Teixeira Pereira, Marcel Rodriguez) – 2:11
14. Minion (Chris Boardman, Gavin Greenaway, Heitor Teixeira Pereira, Robert Rodriguez) – 1:03
15. Sneaking Around Machetes (Danny Elfman) – 0:35
16. The Spy Plane (John Debney, Danny Elfman) – 1:29
17. Floop's Castle (Chris Boardman) – 1:29
18. Final Family Theme (Harry Gregson-Williams) – 1:44
19. Spy Kids (Save the World) (Emily Cook, David Klotz & Dave Newton) – 2:20

## SagaSpy Kids
- 2001: Spy Kids
- 2002: Spy Kids 2: Island of Lost Dreams
- 2003: Spy Kids 3-D: Game Over
- 2011: Spy Kids 4: Tot el temps del món